# 2010年香港
|        | 香港歷史 \| 香港歷史年表                                                                                                   |
| 世紀： | 20世紀香港 \| 21世紀香港 \| 22世紀香港                                                                                     |
| 年代： | 1980年代香港 \| 1990年代香港 \| 2000年代香港 \| 2010年代香港 \| 2020年代香港 \| 2030年代香港 \| 2040年代香港               |
| 年份： | 2006年香港 \| 2007年香港 \| 2008年香港 \| 2009年香港 \| 2010年香港 \| 2011年香港 \| 2012年香港 \| 2013年香港 \| 2014年香港 |
| 紀年： | 庚寅年（虎年）、香港開埠169周年、香港回歸13周年                                                                            |

## 政府

### 行政

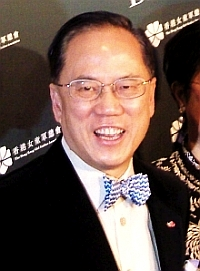
行政長官：曾蔭權
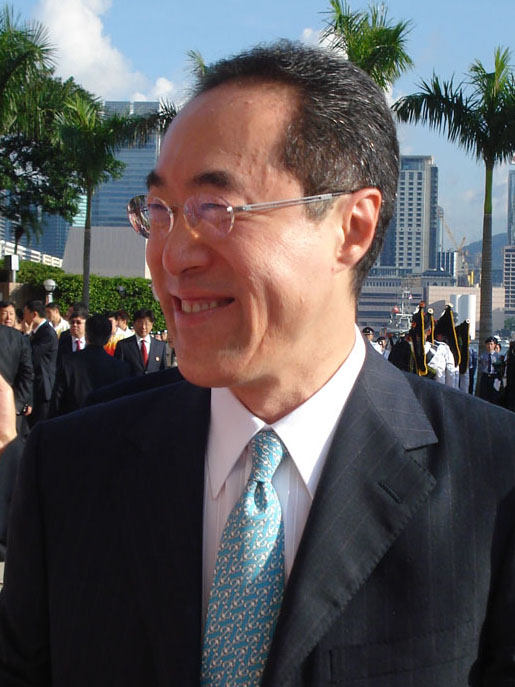
政務司司長：唐英年
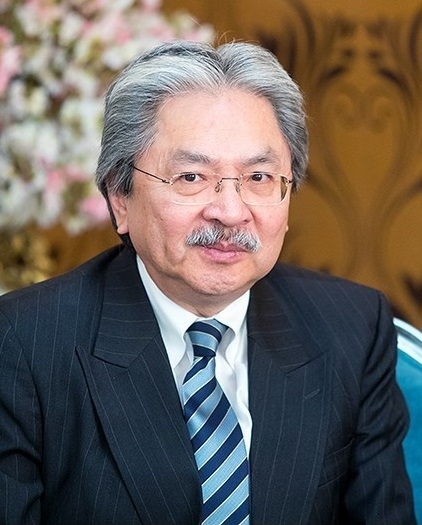
財政司司長：曾俊華
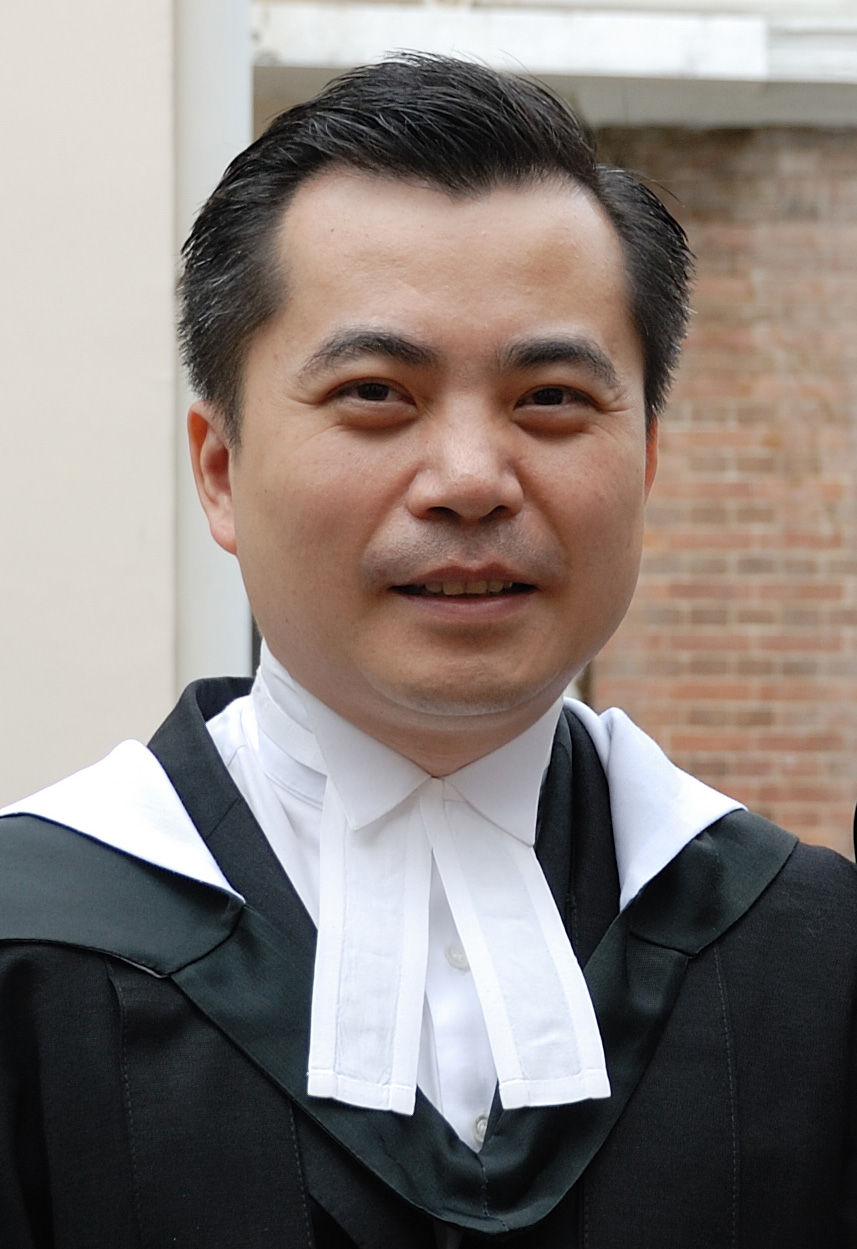
律政司司長：黃仁龍

### 立法

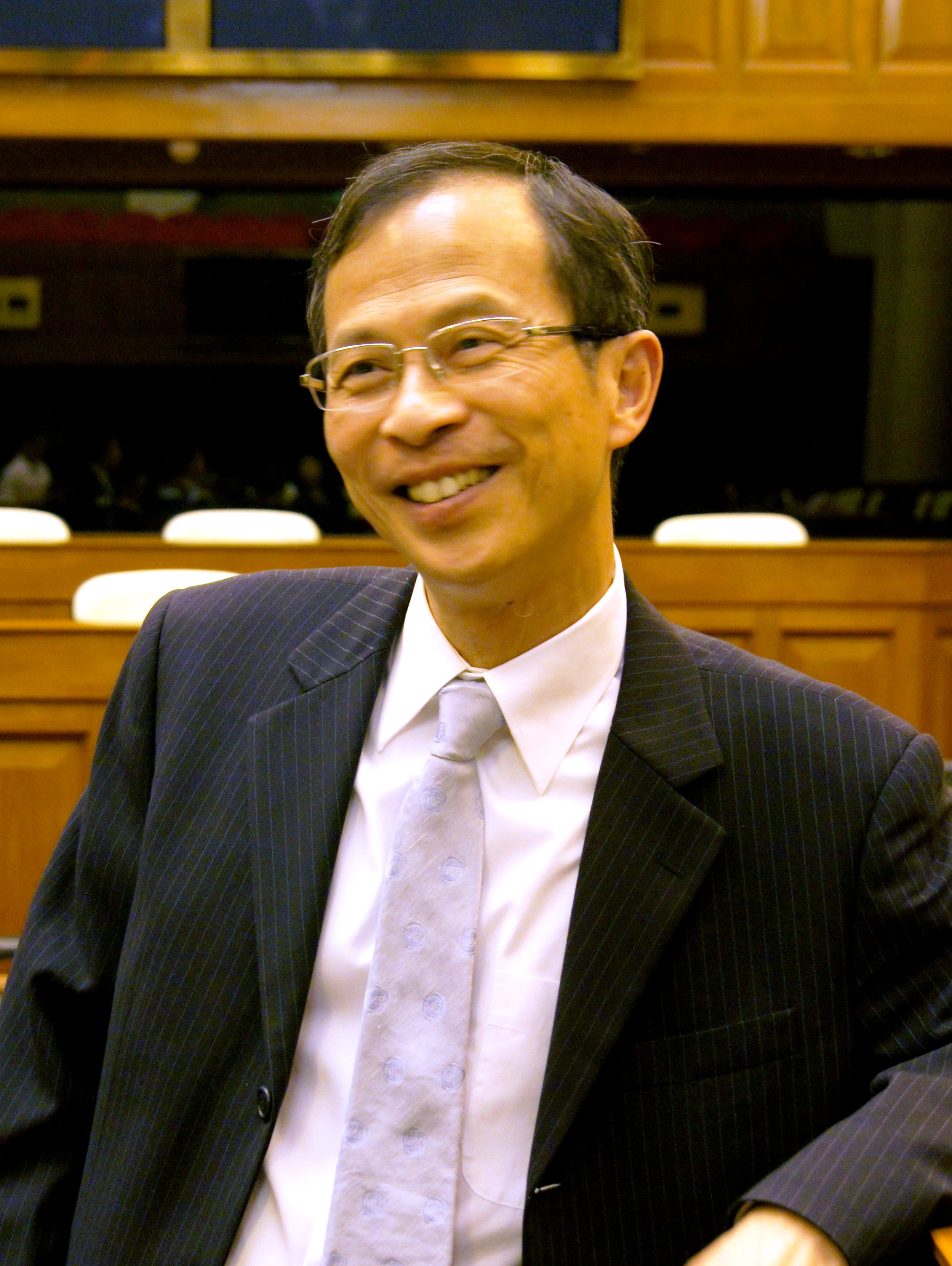
立法會主席：曾鈺成

### 司法

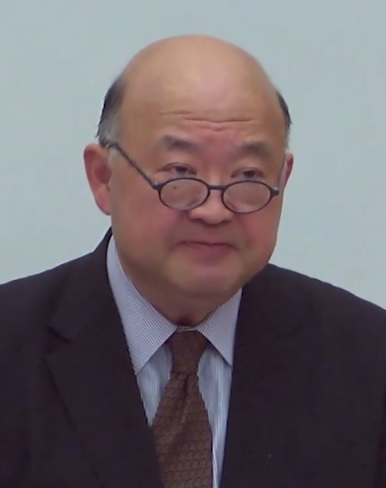
終審法院首席法官：馬道立

### 成員變動

終審法院首席法官：李國能（任期屆滿）

## 論述

### 政治
- 公民黨與社民連在1月27日派5名立法會議員參與五區總辭，政府謹訂於5月16日以公開投票形式進行補選。
- 港島區議員匯賢智庫的陳岳鵬辭職，原來議席擬於9月5日補選。
- 爭論多年的2012年政改方案分別6月24日及6月25日在立法會分組點票獲得多數通過。

### 經濟
- 第一個最低工資訂為時薪港幣28元正，並於2011年5月1日起生效。

### 民生
- 香港的濫藥問題嚴重，更有年輕化趨勢。在112間接受政府調查的中小學中，111間學校表示有學生曾經濫藥；而最令市民震撼的是，香港最年輕的濫藥者僅得8歲，使政府考慮是否有需要把禁毒教育由高小推展到初小。
- 毒帶子5月起流入香港，導致多人出現食物中毒。
- EV71型腸病毒於年中入侵香港，導致一名女護士死亡，並感染八名小童。

### 娛樂
- 2010年1月：各大電子傳媒所舉辦的樂壇頒獎禮結果揭曉。當中以容祖兒在各個頒獎禮獲獎最多，勇奪19個獎項，成為傳媒大獎得主。

### 氣候
- 本年沒有懸掛八號烈風或暴風信號或以上之熱帶氣旋警告信號，為繼2006年後的首次，也是最近一次。

### 災難

#### 天災
- 7月22日：颱風燦都吹襲香港過後帶來暴雨，導致香港天文台發出黑色暴雨警告，期間一共造成4人死亡。

#### 人禍
- 1月29日：紅磡馬頭圍道一幢5層高唐樓在當日下午突然倒塌，造成4死2傷。
- 8月23日：發生香港旅行團在菲律賓被挾持事件，釀成香港人8死7傷，事件震驚香港和中國內地，海外傳媒亦有報道。
- 12月7日：東龍洲發生香港2年半以來最嚴重海難，釀成8死6傷。

## 概述

### 大事時序

#### 1月
- 1月1日：香港元旦遊行，議題包括爭取2012年雙普選、釋放劉曉波、反對興建高鐵等。萬人隊伍由中環遊行至西環中聯辦，有人衝擊中聯辦及燒中共黨旗。[1]
- 1月2日：業界抗議使用中石化劣質油，的士和小巴於中石化加氣站充氣後出現集體拋錨的情況。[2]
- 1月6日：港島大浪灣謀殺案被告顏力光被判處終身監禁。
- 1月9日：
  - 觀塘宜安街命案。
  - 油麻地廟街與南京街交界再次發生投擲腐蝕性液體事件，造成30人受傷。[3]
- 1月14日：黃大仙下邨龍智樓童黨命案。
- 1月16日：廣深港高速鐵路香港段撥款獲立法會通過，導致立法會門外發生香港反高鐵撥款警民衝突。[4]
- 1月19日：牛頭角樂華南邨弒母案。
- 1月26日：昂船洲發生一場警匪飛車追逐戰，一名男子疑索K後，駕私家車停在葵涌貨櫃碼頭路旁，遇上交通警員截查，飛車逆線逃走，被警方追截，私家車逃至昂船洲死胡同，猛撞警車企圖突圍不果，陷入警方重重包圍，自困車廂點火燒車及企圖自焚，警員將其制服送院，並起出K毒，兩名警員亦告受傷，事件使人關注應否授權警方對司機作隨機藥物測試。[5]
- 1月27日：公民黨及社民連共派5名議員參與五區請辭，該5名議員的辭職日期於1月29日生效。[6]

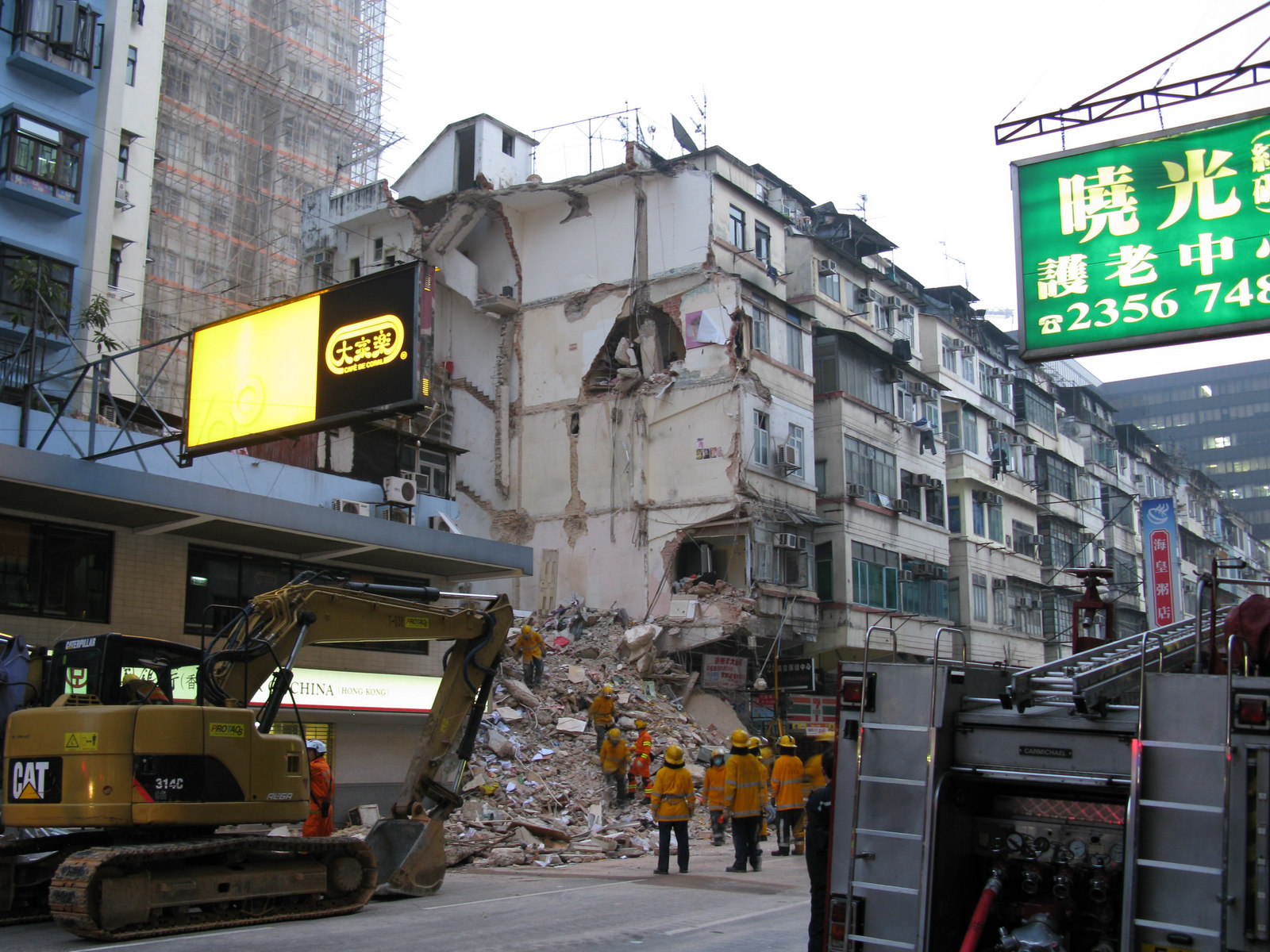
塌樓現場

- 1月29日：紅磡馬頭圍道發生自2001年油塘拆卸中工廈倒塌事故後最嚴重的大廈倒塌事件，釀成居民4死2傷。[7]
- 1月31日：土瓜灣泰籍女子命案。

#### 2月
- 2月2日：已故華懋集團主席龔如心的遺產爭奪案有判決結果，華懋慈善基金被判勝訴。[8]
- 2月3日：荃灣愉景新城一名31歲母親抱著2個月大的兒子，由11樓住所躍下，雙雙身亡。[9]
- 2月5日：支聯會主席司徒華證實患上末期肺癌。[10]
- 2月7日：
  - 一名約40歲女子於西九龍中心商場7樓一間酒樓外與丈夫爭執，之後把其4歲女兒掟下，女童跌在4樓的安全圍網上保命，惟該名女子再跳下，跌穿安全繩網墮地死亡。[11]
  - 2009年香港電車股權轉易
- 2月7日：深水埗大埔道發生貨車在大雨下剷上行人路意外，至少7人受傷，其中1人重傷，留醫3日後不治。[12]
- 2月9日：馬鞍山耀安邨發生罕見人間慘劇。2007年因拆卸中的銅鑼灣三越百貨地盤天秤倒塌慘劇痛失丈夫的婦人陳貴妹，僅差一步便踏入在寓所樓下的有蓋地方前慘遭晾衫意外墮樓的老婦壓個正著，兩人當場斃命。[13]
- 2月11日：尖東海旁凌晨發生一宗謀殺案。一名夜總會女公關疑與男友發生金錢糾紛，被誘到海旁談判，其間疑被人推落海，男友及其友人扮作落海救人不遂，女子被救起送院後不治。[14]
- 2月12日：社民連在維園年宵攤位中，擺賣的一批印有民建聯黨徽和「禮義廉」字眼，藉此諷刺其無恥的「T恤」，由於涉嫌違反《商品說明條例》，被海關扣查。[15]
- 2月13日：沙田發生致命車禍，一輛輕型貨車和一輛電單車在大埔公路迎頭相撞，電單車上一對中年夫婦傷重死亡。[16]
- 2月15日：港島南區在一日內發生兩宗交通意外，其中鴨脷洲發生巴士對撼意外，一輛載客城巴昨晨在利東邨道上斜左轉時疑司機「偷位」越線，與一輛落斜的載客新巴迎頭猛撞，尾隨新巴之載客的士亦收掣不及撞向新巴車尾，兩輛巴士車頭嚴重損毀，城巴上層右邊車頭更被劏開，兩巴司機及乘客共 13人受傷送院。[17]
- 2月16日：連續第二日發生涉及巴士的交通意外，兩部九巴在城門隧道頭尾相撞；事緣一輛私家車進入隧道後死火，尾隨一輛 73X九巴停下並亮着死火燈警示後來車輛，但 2至 3分鐘後另一輛九巴 278X駛至，車長疑因跟車太貼而收掣不及，直撞前面巴士車尾，造成25人受傷，當中6人重傷。[18][19]
- 2月17日：屯門龍鼓灘國際小型賽車場發生奪命意外，一名來自於德瑞國際學校的15歲外籍女生，寒風下圍着頸巾與同學在賽車場駕駛俗稱高卡車的賽車時，揚起的頸巾被捲入身後的引擎齒輪，女生慘被頸巾勒至窒息昏迷，連同賽車失事鏟上路旁。女生送院搶救後證實死亡。[20]
- 2月19日：跑馬地天主教墳場凌晨發生歷來最嚴重刑事毀壞案，近四十個墓碑及逾百個花瓶，遭人惡意破壞，部分已故名人包括曹廣榮及方心讓的墳墓皆遭殃。[21]
- 2月21日：港產片《歲月神偷》勇奪柏林影展水晶熊獎「新世代」最佳影片獎，成為首部獲得該獎的港產片。[22]
- 2月23日：連接中環民耀街和金鐘夏愨道的龍和道正式局部通車。[23]
- 2月24日：財政司司長曾俊華發表2010至2011年度財政預算案。
- 2月26日：青衣南橋發生懷疑兇殺及自殺倫常慘案，一名未婚媽媽遭始亂終棄，近日內地懷孕弟婦與親友來港，擠住娘家，疑未婚媽媽感前路茫茫，昨提早接兒子放學後，到青衣南橋攬子跳橋，同跌落十七米下的藍巴勒海峽，母送院不治，兒子失蹤，其屍體則於3月5日於昂船洲大橋附近水域被撈起。[24]

#### 3月
- 3月1日：馬鞍山西沙路近馬鞍山廣場對開，一輛小巴疑失控剷上巴士站，撞倒途人，導致1死5傷。[25]
- 3月3日：馬鞍山烏溪沙揭發井底藏屍案，一名失蹤中年漢被發現「倒豎蔥」般死於友人村屋門外水井底，被撈起時屍體已開始腐爛。[26]
- 3月4日：全國政協常委徐展堂，在北京出席人大政協兩會期間突然腦中風昏迷，送院搶救後情況危殆。[27]
- 3月5日：因於去年6月6日在港鐵荃灣線車廂內公然露出性器官而於1月8日被判作出有違公德行為罪罪成的會考八優被告張文浩被判感化。[28]
- 3月6日：政務司司長唐英年在出席柴灣青年廣場暨青年高峰會開幕禮時，遭一名失業青年從台下擲鞋，尚幸沒有被擊中。[29]
- 3月6日：「澳門賭王」何鴻燊正式結束其因於去年7月29日在寓所跌傷而住院二百二十天的生活，離開跑馬地養和醫院，並返回其位於淺水灣的寓所繼續休養。[30]
- 3月7日：深水埗鴨寮街發生一年內第四宗高空投擲腐蝕性液體事件，導致1人受傷。[31]
- 3月8日：長沙灣青山道麗昌工廠大廈一針織廠發生四級大火，導致消防員一死三傷。[32]
- 3月11日：無綫電視爆出貪污醜聞，曝光率最高的幕後高層——業務總經理陳志雲、《美女廚房》節目監製錢國偉、市場及營業部業務拓展主管陳永孫、藝員寧進，以及陳志雲私人助理叢培崑涉嫌貪污，遭廉署人員拘捕。[33]
- 3月15日：最後一屆香港中學會考開始(當天舉行視覺藝術科卷一考試)。
- 3月19日：北大嶼山公路發生奪命車禍，一輛勞斯萊斯房車懷疑行車途中爆胎停在公路中線，印度裔司機站在車尾準備換胎時，慘遭一輛從後飛馳而至的豐田私家車猛撞，印度司機慘變「人肉三文治」，被夾撞至口吐鮮血，送院斃命。[34]
- 3月22日：香港受到中國北部的沙塵暴影響，導致香港的「空氣污染指數」罕有地普遍錄得嚴重水平，環保署自當天凌晨2時發聲明警告後，各區空氣污染指數在4、5時過後由100附近逐步攀升至超過200的嚴重程度，至18時更首次於全部14個監測站的其中10個站錄得最高的500指數。[35]
- 3月24日：葵涌石籬邨石秀樓9樓雙屍案。
- 3月27日：結婚4年的鄭中基和蔡卓妍召開記者會，正式宣佈離婚。[36]
- 3月28日：澳門非凡航空因無力支付燃油費而被澳門政府取消經營牌照，導致680港人受影響。[37]
- 3月30日：伊利沙伯醫院發生罕見的嚴重醫療事故，一名72歲女病人接受割除胰臟腫瘤手術，外科醫生在手術後縫合傷口時，遺下一塊輔助縫口、數厘米長的「銅板」於病人體內，至醫護點算工具時才揭發。病人需要於同日接受第二次手術取出銅板。[38]
- 3月31日：
  - 屯門山景邨嬰屍案。
  - 警方在屯門區瓦解一個黑幫組織，拘捕78人，年紀最小的只有13歲，並檢獲大批攻擊性武器及毒品。[39]

#### 4月
- 4月2日：國泰航空公司勞資雙方就員工工時問題談判破裂，幸未導致旗下員工於4月6日罷工。[40]
- 4月3日：社民連灣仔區議員季詩傑於消遣後返抵其位於希慎道的住所樓下，遭兩名兇徒拳打腳踢及打臉部，季被打致頭腫面青倒地，報警送院。[41]
- 4月8日：洪良國際因招股文件誤導投資者，被證監會凍結資產事件有新發展，廉政公署起訴洪良的上市核數師畢馬威一名高級經理梁思哲，涉嫌向下屬提供十萬元賄款，作為就洪良招股書擬備會計師報告報酬。[42]
- 4月8日：五區補選提名期結束，參與補選的人數總計有26人。[43]
- 4月9日：瑪嘉烈醫院發生罕見醫療事故，兒科病房一名護士為一名3月大男嬰洗澡時，疑因水溫太高燙傷男嬰，臀部、雙腳及下體出現紅腫、脫皮及起水疱，檢查後證實屬二級燙傷；同日瑪麗醫院亦向外公佈發生醫療事故，一名女病人在上月下旬於該院接受胸腺瘤切除手術後，醫生在病人體內發現了一塊手術紗布，該病人其後再進行手術將紗布取出，並康復出院。[44][45]
- 4月10日：隨著泰國曼谷緊張局勢升級，保安局首次將外遊警示級別提升至黑色，呼籲市民不要前往當地。[46]
- 4月11日：土瓜灣發生巴士相撞車禍，兩輛滿載乘客的雙層九巴，在浙江街十字路口失事相撞，兩車俱嚴重損毀，引致約十四人受傷。[47]
- 4月13日：香港國際機場發生驚險航空事故，事件中有57名乘客受傷。[48]
- 4月14日：黃大仙龍翔道發生交通意外，一輛電單車在龍翔道疑收掣不及撞向巴士車尾翻側，電單車司機連人帶車擦地滑行撞入巴士車底，隨後鐵騎漏出燃油著火波及巴士，幸巴士上約三十名乘客與受傷被困車底鐵騎士在兩車猛烈焚燒前三秒，分別及時逃離車廂及被兩名勇漢救出，惟鐵馬與巴士被燒剩車架。[49]
- 4月16日：荃灣沙咀道嬰屍案。
- 4月18日：大埔吐露港公路上演情節恍如電影《生死時速》的交通事故，一輛載有18名乘客的跨境直通巴士駛往皇崗途中，有乘客發現司機昏倒，直巴在公路上恍如「無人駕駛」以時速約80公里左搖右擺，一名只持有私家車駕駛執照的男乘客，在危急關頭跳進司機位，及時把住軚盤煞停巴士，成功制止嚴重車禍，全部乘客得以安然無恙，惟司機送院搶救後不治。[50]
- 4月20日：秀茂坪曉明閣發生升降機夾死技工意外。一名升降機維修工人與工友更換升降機吊纜期間，被發現跌入旁邊仍運作的升降機槽內，慘遭正在上升的升降機活活夾斃。[51]
- 4月21日：香港政府公佈「九招十二式」，規管一手住宅樓宇銷售及示範單位的內容。 [52]
- 4月25日：警方在粉嶺大埔田村追查一名國際毒販失蹤案時，揭發案中案，在一名村長寓所內意外發現約300公斤毒品可卡因估計市值逾3億元，成為香港開埠以來檢獲最大宗的毒品案。[53]
- 4月26日：
  - 將軍澳清水灣半島嬰屍案。
  - 九龍塘賽馬會官立中學一名女教師，在學校上課時間，突然從校舍4樓走廊一躍而下，傷重不治，成為香港於兩年內第三位自殺身亡的教師。[54]
- 4月29日：中區花園道發生8車連環相撞意外，一輛運載裝修廢料的貨車高速冒雨落斜，至美國領事館對開燈位失控，如「打保齡」般連環撞向前方停燈位的車群，7輛車遭殃，一名鐵騎士被撞拋車外，經搶救後命危。涉事貨車司機涉嫌危險駕駛被捕。[55]

#### 5月
- 5月2日：立法會議員林大輝到沙田運動場觀看其出任班主的沙田足球會對南華體育會足球隊的甲組聯賽後發現其停泊於停車場的七人車輪胎遭放氣，遂報警求助，警方將案列作刑事毁壞案處理。[56]
- 5月5日：廉政公署偵破國援球員打假波案，拘捕五名國援球員，其中四人凌琮、吳昊鹏、于洋、牛景龍是愉園現役或前球員，而于洋更於翌日被正式落案起訴，並於庭上承認行賄罪，供稱受到贊助商指示，企圖收買對手球員，還柙候判。[57]
- 5月7日：為救孤兒命喪青海玉樹的香港義工黃福榮在紅磡世界殯儀館出殯。[58]
- 5月8日：葵盛東邨一名有精神病紀錄的獨居男子揮刀斬人，斬死1名女街坊及1名物業主任，另外斬傷3人，其中1人危殆。[59]
- 5月16日：
  - 西貢浪茄小溪腐屍案。
  - 2010年香港立法會地方選區補選，五位參與五區總辭的立法會議員全部順利當選，惟投票率僅得17.1%，為回歸後最低。[60]
- 5月17日：沙田大涌橋路發生致命車禍，一輛綠色專線小巴與的士相撞後墮下行人隧道，造成1死6傷，其中2人危殆。[61]
- 5月21日：長洲舉行一年一度的太平清醮會景巡遊及搶包山比賽，吸引逾三萬五千人，其中，搶包山比賽更於今年首次增設女子組冠軍，並由黃嘉欣以六百零三分奪得。[62]
- 5月26日：中環發生老鼠咬傷外國遊客「醜聞」。一名英國籍遊客陪同其夫在畢打里鞋檔補鞋時，突遭呎長老鼠狂噬左腳踝，她受驚嚇蹲下哭泣，而老鼠則遭街坊就地正法。[63]
- 5月28日：政府刊登憲報宣佈港島區議員陳岳鵬辭職。
- 5月31日：東涌在一個月內發生第二宗墮樓事件，一名婦人抱著4歲半女兒從17樓寓所躍下，直墮行人通道頂重創，最後母死女命危。[64]

#### 6月
- 6月4日：晚上於維園舉行「六四」21周年燭光集會，前往悼念的群眾坐滿六個足球場，香港支聯會估計，有 15萬人出席集會，警方估計有 11.3萬人參加，人數是歷年之冠。集會結束後，群眾將一座民主女神像及六四浮雕運走，並送到中文大學。[65]
- 6月5日：荃灣發生淋潑腐蝕液驚魂，一間開業僅個多月、屢被投訴在店外開枱阻街的食肆再被街坊報警投訴，警員在場調查期間，一些不明液體突然從旁邊唐樓高處潑下，5名食客走避不及被濺中受輕傷送院治理。[66]
- 6月7日：所有於是日或之後註冊的新小巴必須安裝限速器，而舊有小巴則須於是日或之後進行年度驗車時加裝限速器，加裝限速器後，所有小巴之車速上限將定為每小時80公里（部分於夜間行駛高速公路之綠色專線小巴，其車速上限將定為每小時100公里）。
- 6月8日：九龍何文田佛光街與忠孝街交界地皮以109億元成交，地盤面積173,849方呎，樓面地價每方呎12,540元，由新鴻基地產投得，成交價僅次於信和置業牽頭財團在 97年 3月創下的 118.2億元賣地紀錄，同時亦取代長實及南豐合作以 94.2億元投得的何文田天光道地皮，成為九龍最貴的地王。[67]
- 6月9日：一名女子從深圳經羅湖返港時，疑神情有異惹起關員懷疑，截查下揭發她以特製腰封纏上十三公斤、估值逾三百五十萬元的黃金，疑有人圖蒙混將黃金走私返港，為內地海關近年查獲的最大宗黃金走私出境案。[68]
- 6月11日：4年一度的世界盃正式開鑼，警方聯同內地公安進行連串反賭波行動，拘捕61人，並檢獲8000萬外圍波纜。[69]
- 6月13日︰港鐵票價今起加價，每程平均加2%。
- 6月14日︰沙田圓洲角公園一棵約13米高的大樹，壓傷一名踩單車的49歲男子，其後傷重死亡。[70]
- 6月15日：地政總署收回皇后大道西太陞樓及紫薇街2至4號兩座唐樓，以用作興建港鐵西港島綫，但遭約30名業主及居民因賠償金問題衝出馬路抗議，要求與運輸及房屋局高層對話未果，最後與警方在馬路上僵持達7小時後，再與地政總署官員開會商討。[71]
- 6月17日：特首曾蔭權與公民黨黨魁余若薇於政府總部進行電視辯論。
- 6月19日：九龍塘發生致命車禍，一輛疑改裝私家車，午夜飆車在窩打老道失事撞壆，造成兩死兩傷。[72]
- 6月23日：2012年政制方案於立法會進行表決，無論是行政長官產生辦法方案，還是立法會產生辦法方案，皆有46名議員投贊成票，使方案獲得超過三分之二（40名議員）人數支持通過，但使民主黨議員鄭家富因與黨的投票取向出現分歧而宣佈退黨。[73]
- 6月24日：一名食環署滲水辦職員，下午在北角英皇道一幢大廈四樓進行色水測試，期間懷疑有紫色液體由破爛水渠噴灑落街，導致四名女途人及一名歲半大女嬰被液體溅傷送院。[74]
- 6月26日：位於上環海濱的中山紀念公園重新對外開放。
- 6月27日：受到一道低壓槽影響，導致大嶼山黃龍坑山洪暴發，十一名年齡介乎十五至四十三歲的行山男女被困，僅能握緊石澗兩旁樹枝穩住身體，免被洪水沖走，飛行服務隊派出美洲豹直升機飛臨上空，在45分鐘內分批將受困人士救起，一名「飛將軍」在救援行動中抓著鋼索與強風角力，致手臂脫臼須送院。[75]此外，中環炮台里及皇后大道中交界發生塌樹意外，一棵十米高細葉榕在滂沱大雨中突然倒塌，擊中一輛途經的士及一名途人，導致兩人受輕傷送院。[76]
- 6月29日：藍田發生老鼠咬人事故，一名手抱幼兒的婦人，往街市買生果期間，被一隻匿藏在果籃堆中老鼠咬傷腳趾送院，事件為年內第三宗。[77]
- 6月30日：高級程度會考放榜，全港近三萬名日校考生，大約五成八，考獲符合入讀高等院校的最低資格。

#### 7月
- 7月1日：是日為香港回歸中國十三周年，七一遊行有五萬二千人參加。
- 7月1日：營養資料標籤制度今起生效，預先包裝食品須附有營養標籤，列出「1+7」的營養資料，有關聲稱亦受規管。
- 7月2日：香港足球總會發生創會95年來首宗被淋油事件。位於何文田足總大樓地下的玻璃大門，凌晨被人潑淋啡紅色漆油，至早上保安員發現報警，警方在現場檢獲一張A4紙，紙上寫有一名足總董事名字及「不要再玩女人」等字句。[78]
- 7月3日：一架由香港港澳碼頭前往澳門的直升機，在飛離信德中心後不久，因機件故障失事墜落維港，機上13人全部獲救。[79]
- 7月8日：秀茂坪曉光街公園劫殺案。
- 7月9日：政府刊登《憲報》將9月5日定為港島區議會補選。
- 7月10日：巨龍船務正式開通香港上環港澳碼頭至澳門氹仔臨時客運碼頭之航線，惟當日一班由香港往氹仔的航班，在下午一時許停泊氹仔臨時客運碼頭時發生輕微碰撞，渡輪的防撞膠受損，需要維修，事件中無人受傷。但渡輪服務需要暫停至下週一。[80]
- 7月11日：
  - 元朗八鄉行李箱藏屍案。
  - 將軍澳彩明苑彩貴閣12樓命案。
- 7月13日：
  - 金光飛航開通香港港澳碼頭、中港碼頭及香港國際機場海天碼頭來往澳門外港碼頭之航線。
  - 港鐵列車發生恐怖傷人案，一名持雙程證來港、疑有精神問題女子，乘坐港鐵東涌線列車往荔景站途中，突走近一名不相識女乘客，說了一句話後便掏出8吋長利刀施襲，女乘客極力反抗，肩膊和腹部被刺中，其他乘客合力將行兇婦人制服，搶走利刀，列車埋站後交警方拘捕帶走。[81]
- 7月15日：颱風康森進入香港800公里警戒範圍，天文台於19:20分發出今年首個一號戒備信號，直至翌日21:15才除下。[82]
- 7月17日：一名穿著俗稱「鱷魚鞋」的兩歲半男童，隨父母在港鐵藍田站乘搭扶手電梯時，右腳被扯入梯邊罅隙拖行，緊夾逾20分鐘始由消防救出，4隻腳趾血肉模糊，送院即需施手術搶救。[83]
- 7月20日：熱帶風暴燦都進入香港800公里警戒範圍，天文台於中午12:15分發出今年第二個一號戒備訊號[84]，隨着燦都逼近，天文台於21日16:40分改掛今年首個三號強風信號。[85]
- 7月21日：筲箕灣明華大廈發生老翁疑殺妻後自殺的倫常慘案。一對在街坊眼中非常恩愛、一直相依為命的六旬夫妻，凌晨突然爆發衝突，老翁疑發難用鐵造的健身彈簧棒重擊妻子後腦位置，妻子浴血逃出屋外，昏迷倒臥走廊，老翁施襲後反鎖家中，用生果刀自捅左胸等多處，夫婦倆送院後同告不治。[86]
- 7月22日：
  - 荃灣飯飯好餐廳滅門倫常案。
  - 受燦都外圍雨帶影響，天文台發出2年來首次黑雨警告，對上一次為2008年6月7日，本次與上次的黑雨同樣造成2人死亡。[87]
- 7月22日：荃灣發生倫常命案，一名過往行為正常的15歲少年簡家良凌晨在寓所內用菜刀斬死其42歲母親藍連金及12歲妹妹簡仲榆，之後帶著殺人菜刀及染血黑手套逃至荃灣海濱公園徘徊，再報警自首被捕，專家認為殺人動機最有可能為思覺失調導致突發性精神失常，思覺失調最常發生於15至25歲的青少年身上，及早發現則治癒率越高。[88]
- 7月23日：西區警署一名兩度以合約形式聘任的高級警員，傍晚當值期間被發現在警署更衣室內，以佩槍自轟胸口一槍，送院搶救後不治。[89]
- 7月27日：受一道低壓槽影響，導致后海灣一帶出現強對流天氣，同一時間出現4條水龍捲。[90]
- 7月28日：受一道低壓槽影響，導致天文台在一星期內發出第二個黑色暴雨警告，晚上更雷電交加，一架離港貨機起飛後被雷電擊中，被逼緊急折返，消防處動員百五人趕往戒備，貨機終安全著陸，另導致港龍航空客機來港途中須轉飛澳門機場降落。[91]

#### 8月
- 8月8日：黃大仙竹園南邨發生女子弒母後跳樓倫常命案。一名疑患有精神病女子，因瑣事與年邁母親激烈爭吵後，失常持刀襲擊母親，母親頭顱被斬至幾近甩脫身亡，女子弒母後在寓所騎樓自焚，消防接報趕至時，上身赤裸的她突然攀窗跳下，當場斃命。[92]
- 8月8日：
  - 汀九橋發生致命交通意外，一名父親駕車接載妻兒四口外出，疑途中倦極打盹，私家車失控衝入路邊地盤直撼大石墩，9個月大兒子疑從母親懷中拋飛撞向車廂重創，送院搶救後不治，而父母及4歲胞姊則無恙。[93]
  - 黃大仙竹園南邨秀園樓命案。
- 8月9日：九巴、城巴、新巴和龍運巴士四個職工盟屬會聯合發起工業行動，爭取加薪百分之二點二。其中，約四成新巴車長今日會發起罷駛抗議，而四成城巴車長亦會按章工作響應新巴，料南區交通會大受影響。另外，約兩成九巴和龍運巴士車長，今日亦發起「上落客後遲十秒才開車」行動，使平均一小時的車程會延長十多分鐘。[94]
- 8月10日：重慶大廈蒙古男子命案。
- 8月11日：將軍澳健明邨命案。
- 8月13日：商業電台被香港廣播事務管理局罰款6萬元。
- 8月14日：
  - 荃灣福來邨發生男童墮樓事件，一名五歲新移民男童哭鬧，怕熱不肯隨母親帶胞姊往辦理入學手續，寧獨留家中看電視。其間他聽到樓下鑽牆聲受驚，攀爬未鎖上窗花鋁窗望街尋母，結果失重心由三樓跌落街，撞毀一個晾衫架卸去部分下墜力得以保命，但仍重傷命危，其母涉獨留兒童在家被捕。[95]
  - 香港女棒球隊出征南美委內瑞拉世界盃女子棒球賽遇到槍擊事件，港隊女將卓莞爾上周五在比賽其間，左小腿外側離奇地中流彈受傷，疑是附近貧民窟槍戰殃及池魚。卓送院做手術取出子彈後情況穩定，世界盃同日賽事即時腰斬，委內瑞拉總統烏戈·查韋斯致電港隊致歉，但香港隊決定退出賽事，全隊人員將盡快回港。[96]
- 8月15日：雷暴警告下，港島南區上空出現今年首宗「漏斗雲」，維持約十分鐘。[97]
- 8月16日：
  - 沙田紅梅谷發生三級火。[98]
  - 元朗阜財街一幢正進行外牆水管工程的大廈發生奪命工業意外，一條10呎長的銅喉從高處墜下，擊中在高空棚架上工作的水喉匠，他當場頭破血流昏迷，由消防救下送院後證實不治。[99]
  - 一名76歲老翁帶著食物到沙田一間護老院探望九旬母親，當走到護老院門前不到10米位置時，被旁邊死胡同倒車而出的四驅車撞倒，背部被車輪輾壓重傷，當場昏迷，家人得悉老翁生存機會渺茫，忍痛通知年老母親趕到醫院見愛兒最後一面，而老翁延至晚上不治。[100]
- 8月17日：粉嶺發生專線小巴撞斃交通警員車禍，一名34歲梁姓交通警員處理一宗車禍後，冒雨與同袍分別駕駛電單車沿粉嶺樓路返回警署，途中在T字路口遭專線小巴攔腰猛撞，梁連人帶車飛彈逾10米外，當場重傷昏迷，送院搶救不治。[101]
- 8月18日：
  - 尖沙咀發生集體毆斗事件，兩批青年在酒吧內飲酒消遣，期間發生爭執互相推撞，眾人其後離開酒吧到街上開始互毆，沿諾士佛臺一條斜路追打至金巴利道，期間更有人取出利刀向對方施襲，最終導致一死三傷，另有6人被捕。[102]
  - 跑馬地發生奪命工業意外，一名印度籍油漆工人在晉源街一幢正進行翻新工程的大廈工作時，疑從高處墮下跌落橫巷簷篷上，重傷昏迷，由消防員救下送院後證實死亡。[103]
- 8月18日：紅磡發生奪命車禍，一輛載有內地遊客的24座旅遊巴沿榮光街行駛時，疑撞到一名過路八旬婦，復將她捲進車底，惟全車無人發現，旅遊巴繼續前行，有途人赫見重創老婦倒卧路中，即衝前截停旅遊巴，司機始驚覺發生意外。老婦送院後不治，旅遊巴司機被捕。[104]

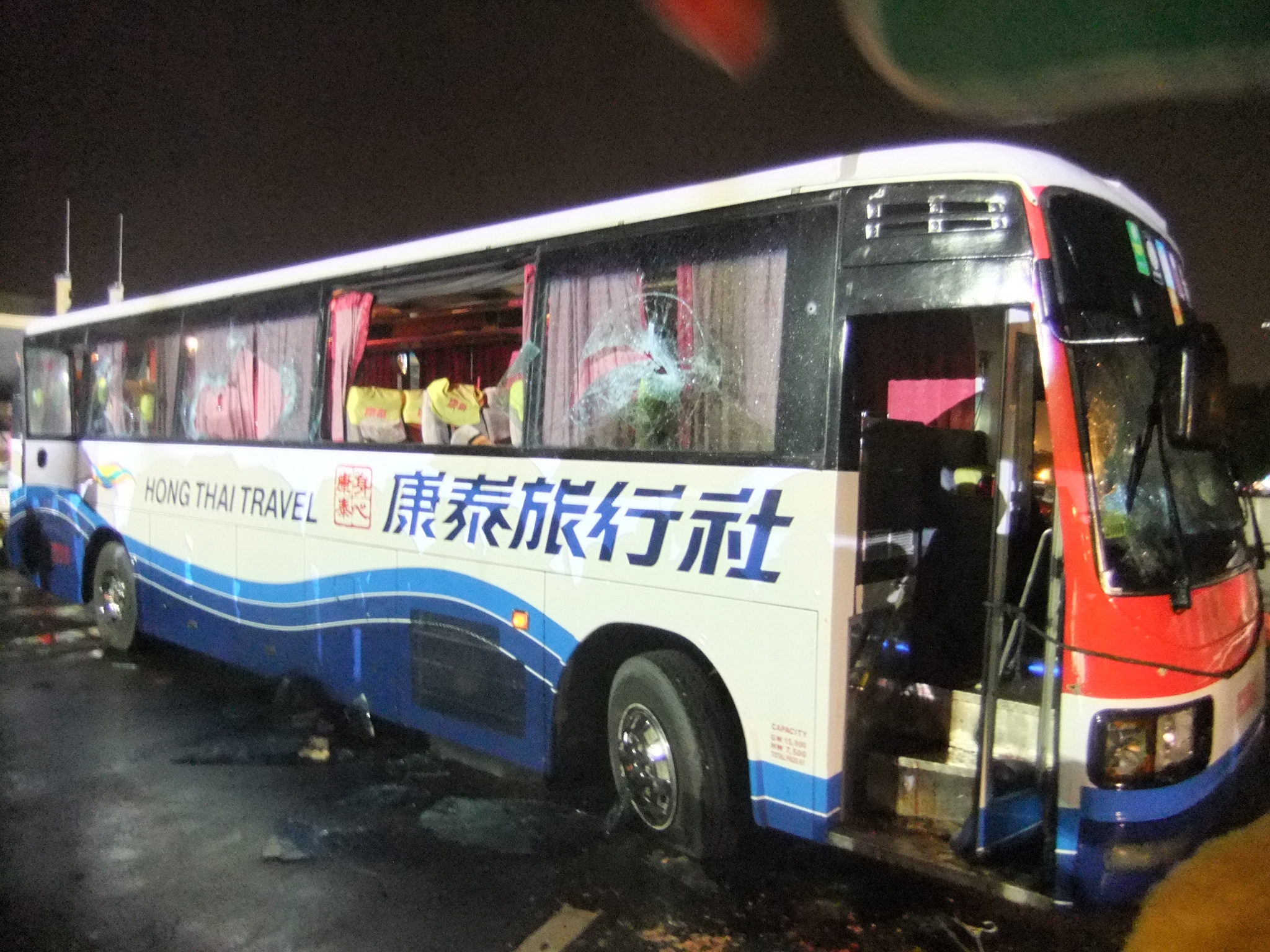
遭脅持的旅遊車

- 8月23日：康泰旅行社的一個25人菲律賓旅行團，最後一日行程於早上10時參觀完馬尼拉黎剎公園登上旅遊巴後，被革職的55歲前菲律賓警員門多薩挾持，初時氣氛平靜，但到晚上約7時30分，門多薩向車上人質開槍，造成8死7傷，事後門多薩亦被特警開槍擊斃。香港特首曾蔭權宣佈翌日起一連3日為全港哀悼日，把區旗下半旗致哀，而原定在維港舉行的幻彩詠香江亦告暫停；同時保安局向菲律賓發出黑色外遊警示，為外遊警示制度自2009年成立以來首次對外直接發出黑色外遊警示。[105]
- 8月25日：粉嶺一名6歲女童趁母離家買餸，疑尋母心切，攀爬廚房窗口，惟失足由37樓墮下，撞毁多個晾衣架，一度負傷抓緊跌至32樓的晾衣架，樓上單位印傭及男戶主欲前往33樓搶救，可惜單位無人應門，女童掙扎不足5分鐘後，疑體力不支甩手墮樓死亡，伏屍就讀幼稚園對上平台。[106]
- 8月29日：熱帶風暴獅子山襲港，天文台於早上10時35分發出一號戒備訊號。[107]

#### 9月
- 9月1日：現任高等法院首席法官馬道立接替於是日退休的李國能，成為終審法院首席法官。[108]
- 9月5日：區議會港島區補選舉行，由司馬文勝出。
- 9月7日：和富中心水渠嬰屍案。
- 9月9日：屯門發生工業意外，一處公眾泳池地盤有一輛吊臂車突然翻側，逾20米長吊臂越過地盤範圍壓毀輕鐵列車及架空電纜，導致18人受傷。[109]
- 9月9日及9月10日：受颱風莫蘭蒂的不穩定氣流有關的雷雨，香港天文台連續兩天發出黃色及紅色暴雨警告，其間8日至9日錄得逾25000次閃電，有吉尼斯紀錄。
- 9月19日：強颱風凡亞比吹襲香港，天文台於16時35分發出一號戒備訊號，及後於9月20日16時05分發出三號強風訊號。
- 9月20日：藍田安田邨安健樓斬人案。
- 9月21日：油麻地避風塘一艘內地貨船發生三級火，消防上船救火之際，一個報稱運載五金廢料及雜貨的貨櫃突然猛烈爆炸，火球及「蘑菇雲」衝上數十呎高空，船上消防員及船員生死一線，幸而及時跳海保命，惟釀成12名消防員及6名船員受傷，當中1名消防員嚴重燒傷。[110]
- 9月23日：林士街停車場命案。
- 9月24日：橫瀾島海面郵輪殺妻案。
- 9月27日：屯門紫田村被清拆，並於原址興建公屋，預計於2016年落成。

#### 10月
- 10月3日：銅鑼灣鬧市於晚上9時許發生開槍事件，兩名同公司解款員途經柏寧酒店商場時，疑因小事發生爭執扭打，其中一人持雷明登霰彈槍指嚇對方，混亂間並向天花板鳴槍一響，幸無人受傷。[111]
- 10月10日：牛頭角樂華南邨一單位發生火警，一名七旬母親昨凌晨外出拾紙皮，將44歲智障女兒獨留在家，其間單位神枱燈電線短路起火，不良於行的女兒被困火海，慘被濃煙烈火燒嗆重傷不治。[112]
- 10月10日：大埔三門仔舉行吐露港渡海泳公開賽38年來首次發生不幸事件，兩名男女參賽者遇溺，一死一傷。其中56歲男子落水5分鐘後即揮手求援，獲救送院不治。[113]
- 10月20日：沙田富山殮房發生錯誤解剖遺體事件，殮房主任於周一處理需解剖的男屍資料時，錯誤列印一具毋須解剖老婦屍體的標籤，並將標籤夾在需解剖男屍之檔案簿，引發隨後4人「骨牌式」出錯。其間，1名殮房助理向醫生報告懷疑出錯，但對方沒正視，未及時糾正。[114]
- 10月11日：大窩口邨富雅樓2114室命案。
- 10月21日：香港鐵路荃灣線油麻地站發生電纜中斷事故，造成往港島區上班人士不便。[115]
- 10月22日：機場發生交通意外，一輛空載旅遊巴駛經離地約十六米高的暢航道天橋，突失控撞毀鐵欄，全車如玩特技直墮橋底的士等候區，壓扁兩輛的士，幸有路中兩座花槽承托車身，三車司機得以保命，惟旅巴司機雙腳被夾重創，消防員經句鐘將他救出，送院後命危。[116]
- 10月22日：瑪嘉烈醫院殮房揭發漏放嬰兒屍體入雪櫃逾一天事件，一名外判支援服務員工，於9月某日早上約8時，將一輛載著已包裹嬰兒遺體的運送車，送往殮房內的遺體儲存室，惟未按指引把遺體放入雪格及將「要求收取遺體表格」放於指定位置，供殮房職員查核。[117]
- 10月27日：鴨脷洲浮屍案。
- 10月29日：汀九橋發生奪命交通意外，考獲電單車牌半年的29歲丈夫，掛「P牌」駕電單車接載同齡妻子上班，駛至汀九橋懷疑切線時失控，先後與兩部貨車相撞，妻子頭盔甩脫頭部撼地，丈夫則遭駛至貨車撞及輾過，兩人當場死亡。[118]
- 10月31日：跑馬地發生司機懷疑吸毒後駕駛事件，一名駕駛30號路線的小巴司機懷疑索K後開工，昨午載著約10名乘客往銅鑼灣方向，當駛經奕蔭街時，在路上「之」字形行駛。乘客見司機神情有異，立即喝令司機停車，自行開門下車逃生後，小巴再溜前撞向前面平治房車始停下，事後警方以藏毒及藥後駕駛罪名拘捕司機。[119]

#### 11月
- 11月1日：香港電車可能在是日進行12年來首次加價，成人票價由目前每程兩元加至兩元半；兒童車費加幅最凌厲，由一元加至一元三角，加幅達三成；長者車費則凍結一年，維持一元，至明年同日才加一毫；月票由一百七十元加至二百一十元，加幅近兩成四，但最終沒有加價。[120]
- 11月4日：在將軍澳健明邨追捕疑人時因意外跌倒，腹部撞向金屬欄杆而肝臟破裂的海關關員袁偉祥，獲不相熟的同袍許細文（譯音）捐肝，凌晨開始於瑪麗醫院接受10多個小時的換肝手術。[121]
- 11月4日：馬鞍山耀安邨一條單車徑隧道發生罕見奪命意外。一名中三男生騎單車上學，疑高速落斜「掟彎」駛入隧道，另一53歲地盤工人騎單車出隧道前往游泳，兩人均無戴頭盔，在彎位盲點「火星撞地球」連人帶車互撼，地盤工人拋飛頭部著地重創，送院搶救後斃命，肇事男生僥倖擦傷無礙。[122]
- 11月7日：土瓜灣一幢半世紀唐樓疑缺乏維修，導致早上一條三米長外牆石屎批盪，裂成多塊大小石頭如炮彈墮地，嚇煞坊眾驚逃，一名男途人走避不及被擊穿頭送院，警方拘捕涉案業主。[123]
- 11月8日：馬鞍山西沙路井頭村劫殺案。
- 11月11日：香港足球代表隊於廣州亞運再創佳績，最後一場分組賽以4比1擊敗孟加拉，三戰二勝一和，雖在E組被阿聯酋以得失球2球之差力壓而以次名出線，但為52年來首次打入亞運16強[124]，惟港隊於16強以0比3不敵阿曼，行人止步。[125]
- 11月14日：聯合國難民署在大埔一間活動中心舉辦走火炭籌款活動發生罕見意外。34名參加者走過已被燒過的木炭後，有14人腳底感到痛楚或出現水疱，駐場醫生檢驗後決定召救護車，將傷者送院，全部腳底輕微燒傷。[126]
- 11月17日：鰂魚涌發生致命工業意外，一名資深技工站在槽內升降機頂工作，疑其拍檔誤觸升降機內按鈕，導致升降機突然啟動上升，技工失重心跌倒，頭下腳上「倒豎葱」插進升降機與牆壁之間空隙，遭活生生夾爆頭顱喪生。[127]
- 11月17日：在港絕迹7年的H5N1禽流感再現，一名59歲女子月初由內地返港後，出現發燒、咳嗽等病徵，並確診H5N1，情況嚴重，出現肺炎。[128]
- 11月19日：深圳后海灣發生黎克特制2.8級地震，港深居民均感到震動。[129]
- 11月20日：傅家俊於廣州亞運英式桌球個人賽決賽，以四比二擊敗丁俊暉，為港隊奪得今屆第7金，並肯定創下歷屆亞運最佳成績，最終港隊以8金15銀17銅，共40面獎牌完成今屆賽事。[130]
- 11月20日：|荃灣城門水塘裸屍案。

#### 12月
- 12月1日：香港大部分公共運輸交匯處禁止吸煙。
- 12月3日：香港仔隧道往銅鑼灣、北角和兩條海底隧道方向發生交通意外，鴨脷洲、黃竹坑及香港仔往銅鑼灣和赤柱交通嚴重癱瘓。
- 12月5日：海洋公園發生開園三十三年來最嚴重人為意外，園內啟用十五個月的海洋列車運作時，疑有車長不慎啟動煞車系統，導致兩列共載逾百人列車，在時速二十六公里行駛中突然急停，多名乘客失平衡同作滾地葫蘆，造成人疊人，有七人受傷送院，當中一名坐「倒頭車」的七旬老翁，頭撼對座乘客膝蓋，牙齒甩脫，昏迷命危。[131]
- 12月5日：黎耀祥與鄧萃雯雙雙蟬聯視帝視后，他們主演的《義海豪情》共奪得4個獎成為大贏家，但在「最佳劇集」一獎爆冷敗給《公主嫁到》。[132]
- 12月6日：過去多次在旺角一帶出沒放火燒街頭雜物的縱火狂徒，凌晨懷疑又再出動，不足半小時內先後3度在400米範圍內放火，其中花園街露天市集一列排檔火勢最猛，消防到場5分鐘後即將火警升為3級，近50個排檔陷入火海，毗鄰大廈30間商舖亦被波及，近500名居民被濃煙圍困，皇倉逃生，共釀成7人輕傷，商販損失數以百萬元計。[133]
- 12月7日：東龍洲海面凌晨發生2年半來最嚴重撞船事故，釀成8死6傷。一艘運載化學品的內地貨船，摸黑離港時因船上定位儀器失靈折返，其間與另一艘內地運沙船相撞，運沙船連同14名船員沉入大海，香港救援隊伍展開海空大規模搜救，救活6人，但船長及另外失蹤的7名船員先後被撈獲屍體。[134]至於內地貨船，船頭撞穿了一個大洞，船上9名船員有驚無險，海事處已對事件展開調查。[135]
- 12月7日：一名25歲男子於其母生辰駕駛紅色私家車沿龍翔道東行，在黃大仙天馬苑對開疑高速切線時失控撞向路旁鐵欄和石牆，反彈回路中打轉，司機拋出車外慘死。[136]
- 12月12日：西灣河發生涉及單車的嚴重意外，一名退休警署警長，昨上午騎摺合式單車在住所對開的耀興道落斜，擬往筲箕灣購物，其間單車失控，人仰車翻，頭部猛撼地上重創，當場昏迷，送院搶救一天後不治。[137]
- 12月13日：黃大仙下邨發生跳樓「人撞人」罕見意外。一名男子由19樓寓所躍下，電光火石間在一名男途人眼前隆然著地身亡，無辜途人額頭及胸口被墮樓事主手腳撞傷，繼而跌倒撼傷後腦，送院治理後情况嚴重。[138]
- 12月20日：受歐洲暴風雪影響，多班航班需要取消或延誤，導致於英國的香港留學生需滯留倫敦希思羅機場，直至12月22日，才開始有滯英留學生乘坐由政府安排的加班機安全返港，與家人歡度聖誕。[139]
- 12月22日：「維園阿哥」任亮憲因涉及三宗性罪行被捕。[140]
- 12月25日：一輛城巴於堅道埋站上落客後，車長疑未待中門關上即開行並轉急彎，剛上車並欲往上層的老翁頓失重心，如「放飛機」般被拋出車外重傷，肇事車長涉違指引遭停職調查。[141]
- 12月27日：城門水塘發生直升機急降罕見意外，政府飛行服務隊一架雙引擎超級美洲豹直升機，在水塘取水灌救山火時，其中一個引擎突然故障，機長當機立斷急降水塘，三名機員無恙自行游上岸。[142]
- 12月31日：大埔吐露港公路發生致命交通意外，一名鐵騎士駕電單車沿吐露港公路，往大埔方向近科學園對開行駛，其間疑因打瞌睡，電單車失控直衝向路肩石壆，庾被拋出並撞向隔音屏，再跌下擱在隔音屏和石壆中間斃命。[143]
- 12月31日：一名七旬翁與妻子在沙田曾大屋網球場打網球，其間疑為救波失平衡，頭部猛撼場邊鐵絲網底約1呎高石壆，頭破血流昏迷，送院搶救後不治。[144]

#### 時間未定
- 舊堅尼地城泳池開始進行清拆，成為西港島綫工地以興建堅尼地城站出入口（A及B）、公共運輸交匯處及其上蓋物業，2014年12月28日落成啟用。
- 廣深港高速鐵路動工，菜園村將被清拆。
- 香港電車首輛翻新電車投入服務。

### 逝世
- 1月5日：蘇秋靈（80歲），永發置業創辦人。
- 1月13日︰方盈（64歲），香港女演員、美術指導，胰臟癌病逝。
- 2月9日：周啟邦律師（75歲），社交界名人，腸癌病逝。
- 2月12日：任玉珍（101歲），已故華懋集團主席龔如心之家姑。
- 2月16日：尹志強（53歲），香港著名足球員，因鼻咽癌逝世。
- 2月19日：凌禮文（68歲），香港著名甘草演員，因病逝世。
- 2月24日：宮粉紅（98歲），粵劇名伶陳寶珠之養母，在觀看其養女於紅館表演期間自然離世。
- 3月8日：楊俊傑（47歲），於1984年10月加入消防隊，為荔枝角消防局煙帽隊消防隊目，於撲救長沙灣青山道麗昌工廠大廈之四級大火時英勇殉職。
- 3月31日：狄娜（65歲），生前有「奇女子」之稱，因子宮頸癌導致身體功能衰竭而於本日早上11時正在養和醫院病逝，享年65歲。
- 4月2日：徐展堂（69歲），著名港商，本年3月5日於北京出席人大政協兩會期間因腦溢血入院，同日被證實腦幹死亡，延至是日不治，終年69歲。
- 4月2日：彭錦俊（65歲），俊和發展集團創辦人。
- 4月14日：黃福榮（46歲），香港義工，在2010年玉樹地震中救人期間不幸遇到餘震，被倒塌的瓦礫壓死。
- 5月8日：葵盛東邨斬人事件：
  - 郭放基（35歲），葵盛東邨物業經理。
  - 劉潤蓮（56歲），葵盛東邨盛國樓5樓居民。
- 5月31日：陳棣榮（76歲），前政務司司長陳方安生之丈夫。
- 6月5日：阮家輝（31歲），退休高等法院法官阮雲道之幼子，於是日被發現因酒精中毒身亡，其屍體並開始腐爛發臭。
- 6月12日：
  - 陳有后（95歲），曾為周潤發、杜琪峯、萬梓良、汪明荃等人之恩師。
  - 毛夢索（20歲），和富大埔足球員，生前與其女友卓玲（20歲）到四川做義工，並打算在當地和女友一起慶祝，機緣巧合下，兩人在當地遇上另一對同樣關心災童的夫婦，雙方志同道合，當小毛得知該對夫婦準備自駕汽車遊西藏，才決定與女友加入，乘他們的吉普車遊西藏順道慶祝生辰，詎料途中遇車禍，雙雙身亡。
- 6月15日：蔡傑強（49歲），死前一天於沙田踏單車時不幸被倒塌的大樹擊中頭部重創送院急救，延至是日搶救無效身亡，成為繼2008年8月在赤柱被倒塌大樹擊斃的19歲大學生莊頌賢後，第二名死於塌樹意外的港人。
- 6月20日：黎新祥（59歲），生前為六、七十年代足球名將及前香港足球隊教練，去年三月證實罹患肺癌，直至是日因身體出現併發症而不敵癌魔，與世長辭。
- 7月1日：王廷歆（100歲），已故華懋集團主席龔如心之家翁，因肺癌病逝。
- 7月13日：徐滿芬（44歲），生前為芭蕾舞蹈家，於7月8日深夜返回觀塘曉麗苑家中時，疑遭扑頭賊襲擊，頭部重創，送院後情況危殆，直至是日，院方為徐先後進行兩次腦幹死亡測試，惟經兩次測試後，醫生證實徐的腦細胞已無反應，並於同日下午三時十五分宣告其死亡，享年44歲。
- 7月18日：戴思聰（69歲），生前為有「樂壇教父」之稱的著名歌唱老師，因急性冠心病與世長辭，享年69歲。
- 7月21日：蒙民偉（82歲），生前有「電器大王」之稱，於是日自然離世，享年82歲。
- 7月22日：
  - 藍連金（42歲），凌晨在荃灣享和街寓所內被精神失常的15歲兒子簡家良用菜刀劈死。
  - 簡仲榆（12歲），原訂於今年9月1日升讀保良局李城璧中學中一級，惟凌晨在荃灣享和街寓所內被精神失常的15歲胞兄簡家良用菜刀劈死。
  - 李耀祖（72歲），在黑色暴雨警告下被洪水圍困在上水蕉徑營盤下村寓所內，最終更被洪水溺斃。
  - 林榮益（50歲），生前為大埔碗窰沙埔仔村居民，在黑色暴雨警告下被洪水由其寓所沖走至大埔元洲仔對開海面，至23日始被水警發現，惟當場被證實死亡。
- 7月23日：陳建華（47歲），生前為駐守西區警署之高級警員，當值期間被發現在警署更衣室內，以佩槍自轟胸口一槍，送院搶救後不治。
- 7月27日：朱嘉柱（22歲），於7月22日黑色暴雨警告生效期間與其好友梁浩文到下城門水塘釣魚期間一同被洪水沖走失蹤，其屍體直至是日才被尋獲。
- 7月29日：梁浩文（19歲），於7月22日黑色暴雨警告生效期間與其好友朱嘉柱到下城門水塘釣魚期間一同被洪水沖走失蹤，其屍體直至是日才在水塘水塔下被尋獲。
- 8月17日：梁鼎崙（34歲），於1994年投身警隊，與任職輔警的妻子育有一名2歲兒子，生前為新界北總區交通部執法及管制組巡邏小隊警員。於是日在邊境附近處理完一宗交通意外後，與一名同袍保持50米距離沿粉嶺樓路南行返回警署期間遭一輛專線小巴攔腰猛撞而被英勇殉職。
- 8月23日：謝廷駿（31歲），馬尼拉人質事件中殉職的領隊，於1999年開始擔任康泰旅行社領隊至在馬尼拉被門多薩槍殺前一刻。
- 10月27日：曾敏傑（35歲），英籍港人，於是日前赴青海玉樹賑災時，不幸遇車禍身亡。
- 11月13日：羅君左（51歲），綽號「斌仔」，生前為歡樂今宵成員之一，於是晚因糖尿病併發症於廣華醫院病逝。
- 11月16日：王天林（83歲），人稱「天林叔」，香港著名電影導演、電影演員、電視劇監製，晚上於香港浸會醫院病逝。
- 12月8日：董兆銘（27歲），洋名Dougla，遵理中化科補習名師，荃灣快餐店暈倒猝死。
- 12月22日：郭佳瑋（8歲），洋名Stacey，政務司司長唐英年的侄女，於是日與另一家庭到北海道旅行期間與其父郭大熾遇上車禍身亡。

### 被判刑人士
- 1月5日：周凱盈（17歲），少女模特兒，因承認於校內藏有「K仔」而觸犯藏毒罪，被判感化一年。
- 1月6日：顏力光（36歲），因於2008年9月13日在石澳大浪灣用利器斬死他人而觸犯謀殺罪，被判終身監禁。
- 1月22日：曹格（30歲），香港馬來西亞籍歌手，因於去年9月22日毆打側田而觸犯毆打罪，被判守行為一年。
- 3月5日：張文浩（20歲），香港中文大學二年級學生，因於去年6月6日在港鐵荃灣線車廂內「露械」磨擦女乘客臀部而觸犯有違公德行為罪，被判感化一年。
- 3月9日：蘇錦棠（27歲），因於2005年10月在灣仔稅務大樓劫殺泰藉女珠寶商人，被判處終身監禁。他另涉及2008年5月大埔錦山村劫殺女地勤案而已於2009年首次被判終身監禁。
- 4月14日：吳鎮宇（48歲），香港著名電影演員，因打傷九龍城一間餅店的男顧客而觸犯毆打罪，被判罰款港幣一萬元正。
- 4月19日：賴彩螢（17歲），末代會考生，因不當照顧其嬰兒，導致他死亡而觸犯殺嬰罪。
- 5月18日：崔建邦（30歲-31歲），香港電視廣播有限公司旗下藝員，因打傷其女友鄺敏慧而觸犯毆打罪，被判守行為一年。
- 5月20日：于洋（26歲），前愉園足球隊國援球員，因向喀麥隆籍前四海流浪隊友基藍馬行賄，要求對方「打假波」而觸犯行賄罪，被判入獄10個月。
- 7月21日：夏子康（29歲），為一名教師，疑因飽受工作壓力，於本年5月9日在深水埗北河街街市內公然掏出陽具摩擦女途人臀部而觸犯非禮罪，被判160小時社會服務令。
- 8月3日：唐俊德（18歲），本年3月27日，被告未得父親同意，將私家車駛走，被告接載17歲女友人回家，惟到達西環域多利道時失控，撞上迎面一輛的士，被判一百五十小時社會服務令，罰款一萬二千元及未來一年不能申領駕駛執照。
- 8月9日：池志康（29歲），因於去年6月8日於旺角通菜街用腐蝕性液體灼傷11人而觸犯勒索、管有攻擊性武器及有意圖淋潑腐蝕性液體三罪，合共被判入獄13.5年。
- 8月16日：林依麗（51歲），因於今年4月3日訛稱在油麻地被看更陳偉光摸胸而被裁定虛報罪成，被判監禁2個月、緩刑18個月。
- 9月1日：張家和（28歲），被指勒索其中學母校宗教人士X，被判監4年。
- 12月15日：盧證濠（24歲），因涉及去年12月12日在銅鑼灣駱克道行人專區投擲腐蝕性液體，導致6名行人受傷，被判監13年。
- 12月23日：Amina Mariam Bokhary（34歲），因於本年8月被判感化期間違反7項感化令中的5項而被判入獄6周。

## 其他資訊

### 活動

#### 演唱會

##### 紅磡體育館
- 2月
  - 張敬軒
- 4月
  - 陳奕迅
  - 羅志祥
- 5月
  - 五月天
- 6月
  - 朱咪咪
  - 超級巨聲巨聲幫
  - 呂珊
  - 農夫
- 7月
  - 譚詠麟
  - 林峯
- 10月
  - 草蜢
- 11月
  - 蔡琴
  - 容祖兒
- 12月
  - 劉德華

##### 亞洲國際博覽館
- 3月
  - 容祖兒
  - Green Day

##### 九龍灣國際展貿中心-匯星
- 2月:
  - 亞洲星光大道星光家族
- 5月
  - 奧井雅美
- 12月
  - 張芸京

##### 香港會議展覽中心
- 5月
  - 張敬軒,側田,林宥嘉
- 6月
  - 西村由紀江,藤田惠美
  - Mika
  - -M-

### 節慶
下列節慶，如無註明，均是香港的公眾假期，同時亦是法定假日（俗稱勞工假期）。有 # 號者，不是公眾假期或法定假日（除非適逢星期日或其它假期），但在商業炒作下，市面上有一定節慶氣氛，傳媒亦對其活動有所報導。詳情可參看香港節日與公眾假期。
- 1月1日（星期五）：元旦
- 2月13日（星期六）：農曆年初一之前一日（補2月14日）
- 2月14日（星期日）：農曆年初一
- 2月15日（星期一）：農曆年初二
- 2月16日（星期二）：農曆年初三
- 4月2日（星期五）：耶穌受難節（是公眾假期，但不是法定假日）
- 4月3日（星期六）：耶穌受難節翌日（是公眾假期，但不是法定假日）
- 4月4日（星期日）：兒童節 #
- 4月5日（星期一）：清明節及復活節星期一（是公眾假期，但不是法定假日）
- 4月6日（星期二）：清明節翌日（補4月5日）
- 5月1日（星期六）：勞動節
- 5月21日（星期五）：佛誕（是公眾假期，但不是法定假日）
- 6月16日（星期三）：端午節
- 7月1日（星期四）：香港特別行政區成立紀念日
- 9月22日（星期三）：中秋節 #
- 9月23日（星期四）：中秋節翌日
- 10月1日（星期五）：中華人民共和國國慶日
- 10月16日（星期六）：重陽節
- 10月31日（星期日）：萬聖夜 #
- 12月22日（星期三）：冬至（是法定假日，但不是公眾假期，根據法定假日放假的機構，或會聖誕節放假，冬至不放假。部份機構或會提早下班）
- 12月24日（星期五）：平安夜#（不是公眾假期或法定假日，但部份機構或會提早下班或放假一天）
- 12月25日（星期六）：聖誕節（根據法定假日放假的機構，或會冬至放假，聖誕節不放假）
- 12月27日（星期一）：聖誕節後第一個周日（是公眾假期，但不是法定假日）
- 12月31日（星期五）：公曆除夕# （不是公眾假期或法定假日，但部份機構或會提早下班或放假一天）

### 獎項

#### 第29屆香港電影金像獎
- 最佳電影：十月圍城
- 最佳導演：陳德森（十月圍城）
- 最佳編劇：羅啟銳（歲月神偷）
- 最佳男主角：任達華（歲月神偷）
- 最佳女主角：惠英紅（心魔）
- 最佳男配角：謝霆鋒（十月圍城）
- 最佳女配角：葉璇（意外）
- 最佳新演員：李治廷（歲月神偷）
- 最佳攝影：黃岳泰（十月圍城）
- 最佳剪接：鄺志良、陳志偉（竊聽風雲）
- 最佳美術指導：麥國強（十月圍城）
- 最佳服裝造型設計：吳里璐（十月圍城）
- 最佳動作設計：董瑋、李達超（十月圍城）
- 最佳音響效果：吳江、Steve Burgess（赤壁：決戰天下）
- 最佳視覺效果：吳炫輝、鄒志盛、譚啟昆（風雲II）
- 最佳原創電影音樂：陳光榮、金培達（十月圍城）
- 最佳原創電影歌曲：歲月輕狂（歲月神偷）；主唱：李治廷；作曲：盧冠廷  ；填詞：羅啟銳
- 新晉導演：張經緯《音樂人生》
- 最佳亞洲電影：禮儀師之奏鳴曲（ 日本）
- 專業精神獎：鄒林
- 終身成就獎：劉家良
- 典禮最佳衣著獎：謝霆鋒（男）、何韻詩（女）

#### 電視廣播有限公司獎項
- 國際中華小姐冠軍：岑麗香
- 香港先生：翟威廉
- 香港小姐冠軍：陳庭欣
- 最佳男主角：黎耀祥
- 最佳女主角：鄧萃雯
- 萬千光輝演藝大獎（終身演藝成就獎）：李司棋
- 英皇新秀歌唱大賽金咪大獎（冠軍）：胡鴻鈞
- 最受歡迎男歌星：古巨基
- 最受歡迎女歌星：容祖兒
- 金曲金獎：男人信什麼（衛蘭、JW）

#### 邵逸夫獎
- 數學科學獎：讓·布爾甘
- 天文學獎：查爾斯·L·本內特、萊曼·佩吉及大衞·斯伯格
- 生命科學與醫學獎：戴維·朱利葉斯

2010年度邵逸夫獎於2010年9月28日頒發。

#### 感動香港10大人物評選（第1屆）
- 林桂霞、伍黃洪群、李松慶、蘇金妹、胡秀英、陳英傑、高永文、田家炳、杜葉錫恩及胡鴻烈、鍾期榮夫婦

2010年度感動香港十大人物評選頒獎禮於2010年10月17日頒發。

## 資料來源

### 外部連結
1. ↑  容量有限，本表只列出香港回歸以來各年各月香港新聞動態。關於更早年代的各年各月香港新聞動態，詳見於某年香港（某年表示1997年之前的公曆年份）。